# Аравія Родюча

Ян Гюйген ван Лінсхотен. Близький Схід та Індійський океан. Мапа 1596 року

Ара́вія Родю́ча або Аравія Щасли́ва (лат. Arabia Felix; дав.-гр. Εὐδαίμων Ἀραβία; араб. العربية السعيدة) — латинська назва, що раніше використовувалася географами для опису Південної Аравії або території, яка зараз є державою Ємен. Аравія Родюча разом з Аравією Кам'янистою та Аравією Пустельною були трьома областями, на яку римляни розділяли Аравійський півострів.

## Назва

### Етимологія
Термін Аравія Родюча (Arabia Felix) був римським перекладом більш раннього грецького елліністичного терміна Аравія Евдемон, що приписується Ератосфену Кіренському.
Фелікс (лат. Felix) має водночас значення «плідний, родючий» та «щасливий, благословенний». Аравія Родюча була однією з трьох областей, на яку римляни розділили Аравійський півострів: Аравія Пустельна, Аравія Плодюча та Аравія Кам'яниста. Греки та римляни називали Ємен Аравією Плодючою.

### Аравія Щаслива

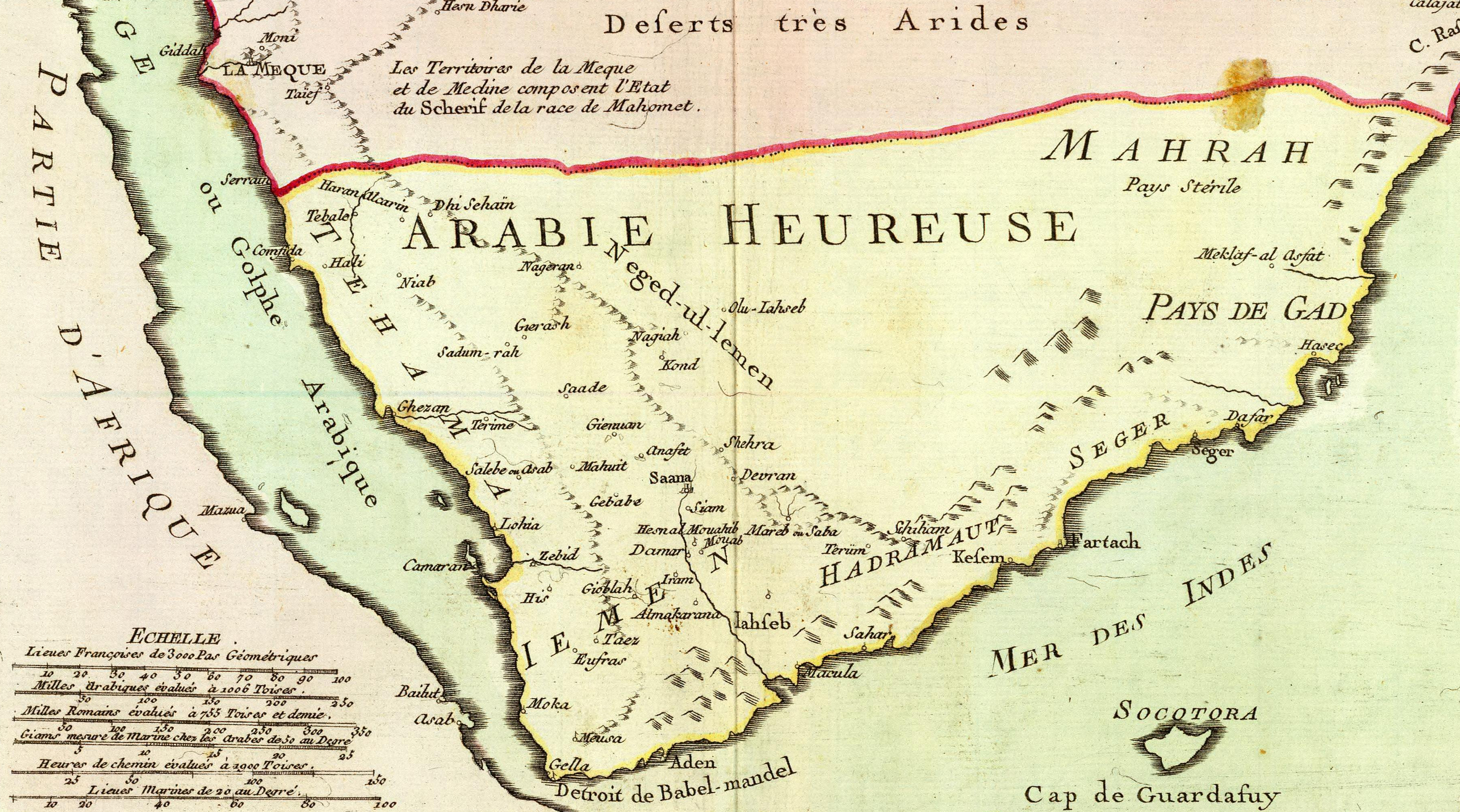
Французька карта Аравії Щасливої 1787 року Клуе, JBL (Жан-Батіст Луї).

Французький термін L'Arabie Heureuse (Аравія Щаслива) походить від неточного перекладу з латини: felix означає насамперед родючий, а серед інших похідних значень — щасливий. Ця територія, яка найкраще зрошується на півострові, була названа «родючою Аравією».
Одну з найдавніших мап із зображення Аравії Щасливої створив 1654 року французький картограф Нікола Сансон.

## Історія
Південно-західний кут Аравійського півострова мав у античні часи значно більше опадів і був набагато зеленішим, ніж решта півострова, і довгий час саме тут були найродючіщі поля Аравії. Високі вершини та схили забеспечували вигідні природні умови для рослинності, а русла річок, які називаються ваді, сприяли збільшенню родючості ґрунтів.
У 26 році до н. е. Елій Гал за наказом римського імператора Октавіана Августа очолив військову експедицію до Аравії Родючої, але після певних початкових успіхів він був змушений припинити завоювання цього району через несприятлливий клімат та епідемії.
Добробут Аравії Родючої в античні часи значною мірою спирався на її майже монопольне становище в торгівлі корицею та спеціями. Йшлося як про власну продукцію, так і імпорт з Індії та Африканського Рогу.
За свідченням Страбона, Аравія Родюча складалася з п'яти країн: країна воїнів, країна фермерів, країна «тих, хто займається механічним мистецтвом; ще інша країна, яка виробляє миро, та країна, що несе ладан, хоча ті самі країни виробляли касію, корицю та нард».

### Евдемон
У I столітті до нашої ери арабське портове місто Евдемон (зазвичай ототожнюється з сучасним містом Аден) в Аравії Родючій було транзитним портом у торгівлі Червоним морем. Про це було описано в Перипілі Еритрейського моря (ймовірно, І ст. н. е.), коли цей порт зазнав важких часів.
З I століття нашої ери торгові судна намагалися уникати посередників в Евдемоні і здійснювали доволі небезпечний прямий перехід Аравійським морем до узбережжя Індії.

## В літературі
«Аравія Родюча» є назвою книги данського прозаїка Торкілда Гансена. Цей роман був опублікований 1962 року. В ньому детально описується катастрофічна наукова експедиція в цей район, яку очолював Карстен Нібур. Ця експедиція тривала з 1761—1767 років. Достовірність деяких аспектів цієї експедиції є сумнівною. 